# Turew (wieś w województwie wielkopolskim)
Turew (pol. hist. Turwia, niem. Auern) – wieś w Polsce w województwie wielkopolskim w powiecie kościańskim w gminie Kościan. Wieś położona jest nad Racockim Rowem.

## Integralne części wsi
| SIMC    | Nazwa    | Rodzaj    |
| ------- | -------- | --------- |
| 0371860 | Ćwikłowo | część wsi |

## Historia
Wieś pierwotnie związana była z Wielkopolską. Ma metrykę średniowieczną i istnieje co najmniej od połowy XIV wieku. Po raz pierwszy wymieniana w łacińskim dokumencie z 1350 roku jako Thvrew, z 1395 jako Turwa, z 1398 jako Thurew, z 1400 jako Twrechw, z 1405 jako Turew, z 1418 jako Turwia, z 1446 jako Thwrewy, z 1489 jako Turwya, z 1510 jako Tvrwya, z 1515 jako Tureff, Turewy, z 1516 jako Tvrvya, Tvreff.
Okolice miejscowości były jednak zasiedlone wcześniej, niż odnotowały to najstarsze zachowane zapisy historyczne. Archeolodzy odkryli w pobliżu grodzisko, fragmenty naczyń z VII–X wieku oraz skarb srebrny ukryty po 967 roku.
Miejscowość była wsią prywatną należącą do lokalnej szlachty wielkopolskiej z rodów Turewskich, którzy od nazwy wsi przyjęli odmiejscowe nazwisko, a także Słupskich, Korzboków. W 1463 roku leżała w powiecie kościańskim Korony Królestwa Polskiego. W 1510 roku należała do parafii Wyskoć.
Pierwsza wzmianka o wsi pochodzi z dokumentu z 1350 roku, w którym jako świadka opata lubińskiego Andrzeja odnotowano Wyszaka sołtysa z Turwi. W latach 1395–1437 jako właściciela we wsi odnotowano Tomisława Turewskiego. W 1414 roku Przybysław, sołtys z Turwi, przegrał proces sądowy z Elżbietą, żoną Szymona z Grunowa, o 4 grzywny. W latach 1448–1502 właścicielami wsi byli Jan i Tomisław Słupscy. W roku 1463 odnotowani jako dziedzice Słupi Wielkiej oraz Turwi. W 1463 roku podczaszy poznański i burgrabia pyzdrski Boguchwał wraz z bratem Zawiszą sprzedali Janowi i Tomaszowi, dziedzicom Turwi oraz Słupi Wielkiej, połowę wsi Turew. W 1463 roku jako dziedzice niedzielni Słupi Wielkiej zapisali Katarzynie, żonie Jana, po 300 grzywien posagu oraz wiana na całej wsi Turew. W roku 1475 bracia ci dokonali podziału majętności. Tomasz otrzymał połowę Turwi, całą wieś Słupia Wielka i połowę wsi Słupia Mała, połowę Murzynowa oraz połowę Kotowa. Jan natomiast otrzymł drugie połowy tych wsi. W 1475 Jan Słupski zapisał swej żonie Katarzynie po 300 grzywien posagu i wiana na Żabikowie w powiecie pyzdrskim oraz na połowie Turwi.
W 1532 roku Stanisław Słupski zapisał swej drugiej żonie, Katarzynie, po 300 złotych posagu oraz wiana na połowie Turwi, którą odkupił od Łukasza, Jana i Mikołaja Słupskich. W zachowanym dokumencie wspomniano, że druga połowa wsi obciążona jest oprawą jego pierwszej żony – zmarłej Zofii Jezierskiej. W roku 1540 Maciej Mateusz Turewski, dziedzic Turwi, zapisał swej żonie Agnieszce po 800 złotych posagu i wiana na połowach Turwi i Wronowa. 

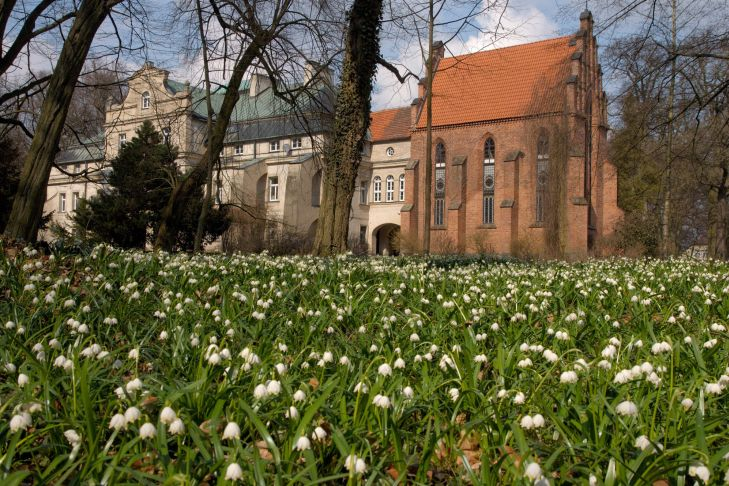
Turew. Śnieżycowy dywan

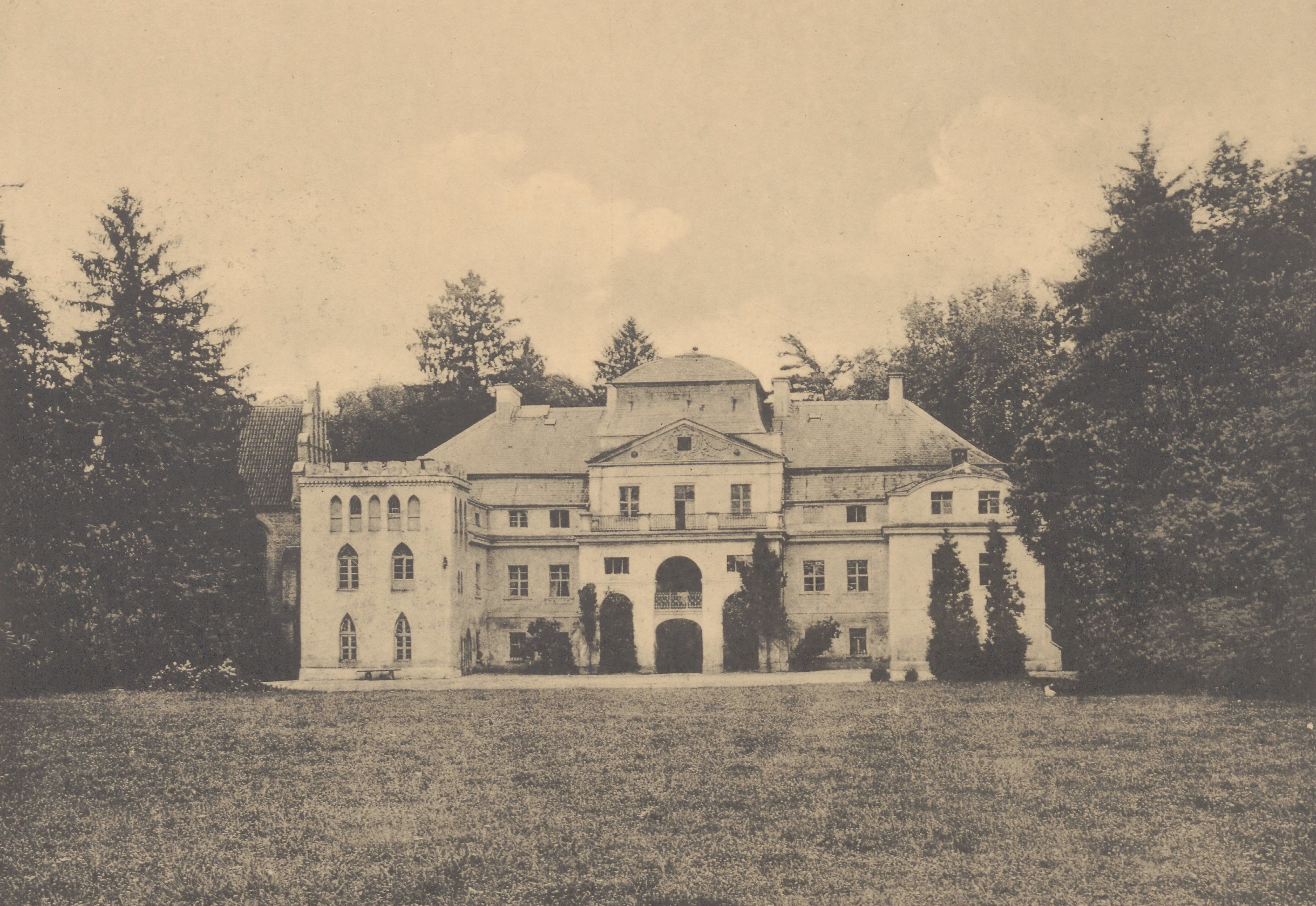
Widok pałacu przed 1912

Archiwalne historyczne dokumenty odnotowały także zwykłych mieszkańców wsi. W 1419 roku odnotowano Przybysława sługę pana Tomisława z Turwi świadka Przybysława Gryżyńskiego stolnika poznańskiego w jego sporze z opatem z Wielenia. W 1422 roku wspomniano Mikołaja, pachołka pana Tomisława Turewskiego. W 1425 roku odnotowano turewskich kmieci Macieja, Miksę, Jana, Macieja Wyskowicza, Marcina Warchoła, Wojciecha Żółtonóga, którzy toczyli proces z Wincentym Choryńskim. W roku 1428 wspomniano pracownika Maćka, kmiecia z Turwi, który prowadził spór sądowy o drzewa ze szlachcianką Zofią Żelaskową i jej synem Maćkiem oraz Konradem, właścicielami części Jeligowa. Sąd zobowiązał wspomnianą Zofię, aby Wyszemir Grobski poręczył, że zapłaci ona Maćkowi 16 grzywien w dwóch ratach, a jeśli nie uzyska poręczenia, to winna uiścić w całości tę sumę do najbliższego św. Marcina, czyli 11 października. W 1428 roku odnotowany został Adam, kmieć w Turwi, w 1428 roku ławnicy Wojciech, Mikosz, drugi Wojciech, Dobiesław i Maciej Długi, a także Sobek, człowiek Tomisława Turewskiego. W sąd ziemski postanawił, że Wojciechowi, kmieciowi z Turwi, Henryk Bylęcki ma zapłacić dwie kopy szer. groszy za zabójstwo jego ojca.
Wieś odnotowano w historycznych rejestrach poborowych. W 1510 roku miejscowość należała do dwóch dziedziców: pana Korzboka oraz pana Stanisława Turewskiego. Było w niej wówczas 9 i 1/4  łana osiadłego oraz 4,5 łana opuszczonego, a także dwie karczmy. W roku 1530 pobrano podatki od 5 łanów oraz 3 grosze od karczmy. W 1563 miał miejsce pobór od 10 i 1/4 łana, karczmy dorocznej, 3 komorników i jednego rzemieślnika. W roku 1581 pobór odbył się od 14 łanów, 1/4 łana karczmarskiego oraz od wiatraka dorocznego.
Wskutek II rozbioru Polski w 1793 roku wieś przeszła pod władanie Prus i – jak cała Wielkopolska – znalazła się w zaborze pruskim. W okresie Wielkiego Księstwa Poznańskiego (1815–1848) miejscowość wzmiankowana jako Turwia należała do większych wsi w ówczesnym pruskim powiecie Kosten rejencji poznańskiej. Turwia należała do okręgu krzywińskiego tego powiatu i stanowiła siedzibę majątku, którego właścicielem był wówczas (1846) gen. Dezydery Chłapowski. W skład majątku Turwia wchodziły także: Wronowo, Rombin oraz folwark Rombinek. Według spisu urzędowego z 1837 roku Turwia liczyła 444 mieszkańców, którzy zamieszkiwali 48 dymów (domostw). 
W 1928 roku Tekla Chłapowska została odznaczona Srebrnym Krzyżem Zasługi za „zasługi w pracy społecznej i filantropijnej”.
W latach 1975–1998 miejscowość administracyjnie należała do województwa leszczyńskiego.
We wsi były kręcone zdjęcia do polskiego serialu historycznego „Najdłuższa wojna nowoczesnej Europy” w reżyserii Jerzego Sztwiertni, wyprodukowanego przez Telewizję Polską w latach 1979-1981.

## Zabytki
Najważniejszym zabytkiem we wsi jest barokowy pałac Chłapowskich z lat 1760-1770, otoczony XVIII-wiecznym parkiem krajobrazowym o powierzchni 21,9 ha. Przed rezydencją stoi głaz pamiątkowy ku czci Dezyderego Chłapowskiego – właściciela majątku, patrioty, twórcy wzorowego gospodarstwa rolnego i jednego z inicjatorów zasad pracy organicznej w Wielkopolsce. Do 2022 pałac mieścił Stację Badawczą Instytutu Środowiska Rolniczego i Leśnego PAN. Z końcem października 2022 zespół pałacowy wraz z parkiem został przekazany Instytutowi Chemii Bioorganicznej PAN w Poznaniu.
Turew oraz okoliczne wsie zostały objęte ochroną jako Park Krajobrazowy im. gen. Dezyderego Chłapowskiego. Park ma powierzchnię 17 200 ha i został założony w 1992 roku. W parku tym rosną pomnikowe drzewa, największy z nich, dąb szypułkowy, to także jeden z największych w Wielkopolsce okazów tego gatunku. Jego obwód w 2013 wynosił 800 cm. Obok znajduje się jeszcze jeden dąb, ale to już martwe drzewo, jego obwód wynosił 655 cm (także w 2013).